# Robert Schulz (Politiker, September 1900)
Robert Franz Albert Schulz (* 28. September 1900 in Prenzlau; † 29. Mai 1969 ebenda) war ein deutscher Politiker der KPD und SED. Er war sowohl in der Weimarer Republik als auch in der Sowjetischen Besatzungszone Stadtverordneter in seiner Geburtsstadt Prenzlau sowie mehrmalig ihr Bürgermeister.

## Leben
Robert Schulz war Kind des Schuhmachers Wilhelm Schulz und seine Frau Anna, geborene Kutzbach. Sein Vater verstarb am 23. Februar 1904 im Alter von 34 Jahren. Seine Mutter heiratete am 27. Dezember 1919 erneut und wurde am 18. April 1928 durch Urteil des Landgerichts Prenzlau aus dieser Ehe geschieden.
Schulz lernte Modelltischler und wurde 1926 Mitglied der KPD sowie zwei Jahre später Leiter ihres Parteiunterbezirks in Prenzlau. Er organisierte die Proletarischen Hundertschaften sowie den Rotfrontkämpferbund (RFB) in diesem Unterbezirk. Schulz wurde 1930 wegen des Vorwurfs des Landfriedensbruchs zu neun Monaten Haft verurteilt. Von 1928 bis 1933 war er gewählter Stadtverordneter der KPD in Prenzlau.
Schulz trat als Redner für die KPD bei Versammlungen des politischen Gegners auf, so gegen den Stürmer-Verleger Julius Streicher von der NSDAP und gegen Otto Strasser auf einer Versammlung der Kampfgemeinschaft Revolutionärer Nationalsozialisten (KGRNS). In den Tagen der Machtübergabe an die Nationalsozialisten Ende Januar 1933 soll es nach Zeitzeugenberichten in Prenzlau Zusammenstöße mit der Polizei sowie Straßenschlachten mit der SA und dem „verbotene(n) RFB unter Führung des Untergauleiters Robert Schulz“ gegeben haben.
Im Februar 1933 nahm Schulz als „Ersatzkader“ der Bezirksleitung Brandenburg an der Illegalen Tagung der KPD im Sporthaus Ziegenhals teil. Ersatzkader wurden tätig, wenn Mitglieder der Bezirksleitung verhaftet worden waren. Schulz wurde am 19. März 1933 bei einer Razzia verhaftet, im Gerichtsgefängnis Prenzlau inhaftiert und von der SA verhört. Er wurde im KZ Esterwegen festgehalten und aus diesem am 1. September 1934 entlassen. Im Juli 1944 wurde Schulz erneut festgenommen und für mehrere Wochen ins KZ Sachsenhausen deportiert.
Nach dem Zweiten Weltkrieg war Schulz neben Georg Dreke einer der drei Vorsitzenden der SED-Kreisleitung im Kreis Prenzlau. Die sowjetische Kommandantur ernannte ihn im Februar 1946 zum Bürgermeister von Prenzlau, er blieb bis April im Amt. Schulz war in der Gemeinde maßgeblich an der Zwangsvereinigung von SPD und KPD zur SED beteiligt. Im September 1946 wurde er für die SED zum Stadtverordneten gewählt. Auf Vorschlag des Antifaschistisch-Demokratischen Blocks Mark Brandenburg innerhalb der Stadtverordnetenversammlung wurde er am 29. November 1946 erneut Bürgermeister von Prenzlau ernannt. Anfang 1947 dokumentierte der Blockausschuss Vorwürfe gegen Schulz, dass er Mitglieder der CDU bei der Verteilung von Saatgut unter Druck gesetzt habe, damit diese zur SED übertreten. Später wurde ihm vorgeworfen, im Zusammenhang mit illegalen Viehschlachtungen zu stehen. Daraufhin wurde er verhaftet und am 1. März 1950 als Bürgermeister abgesetzt. Nach seiner Amtszeit wurde Schulz Offizier der Deutschen Volkspolizei. Er verstarb am 29. Mai 1969 in Prenzlau.

## Ehrungen

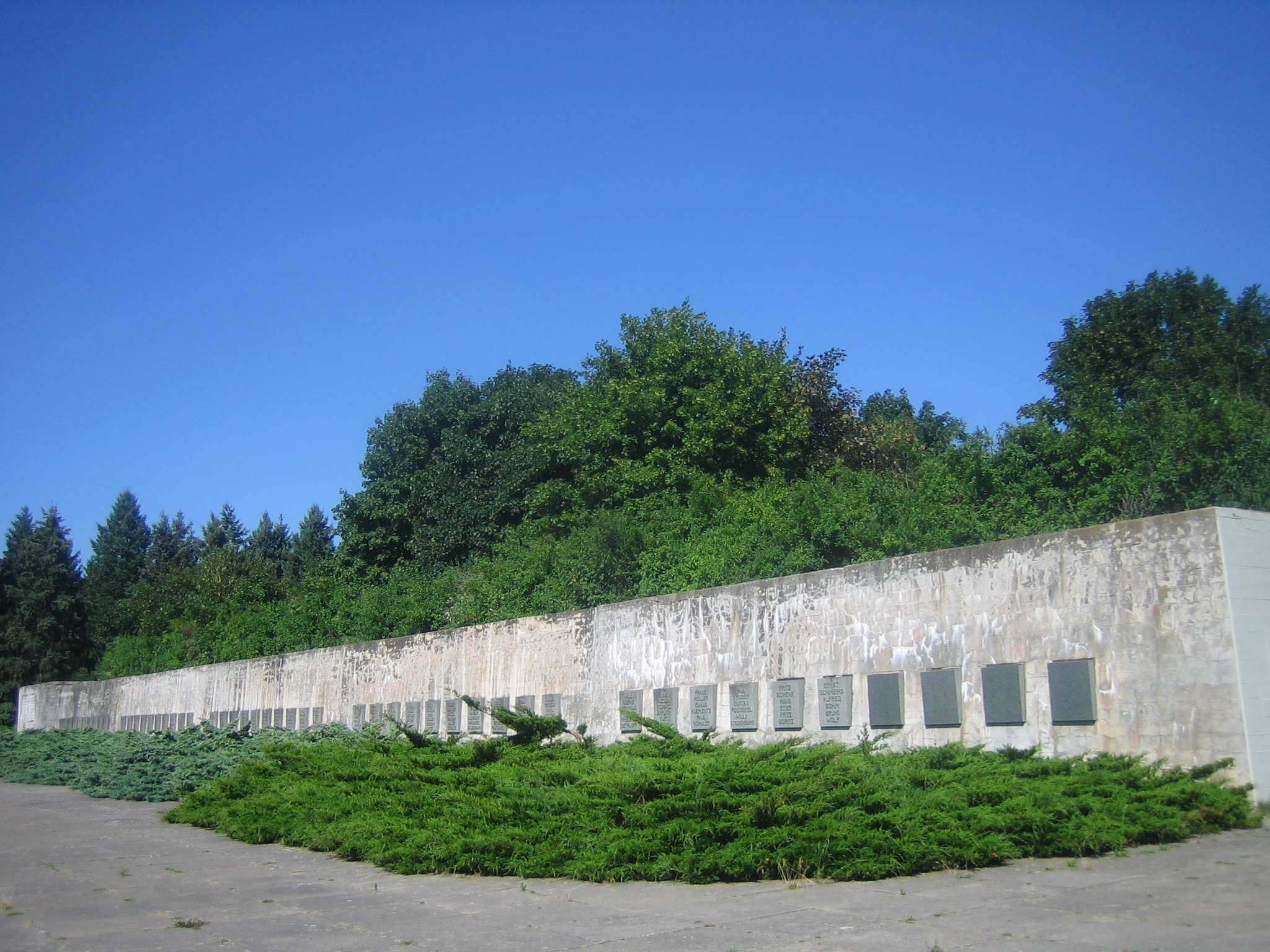
Gedenkanlage Die Unbeugsamen auf dem Neuen Friedhof in Neubrandenburg

- Nennung von Robert Schulz auf den Tafeln der am 8. September 1972 eingeweihten Gedenkanlage Die Unbeugsamen als Ehrenmal Für die Kämpfer gegen Reaktion und Faschismus.[7]
- Am 6. Oktober 1972 erfolgte die Benennung eines Neubauviertels in Prenzlau als Robert-Schulz-Ring.